# De engelieren
De engelieren (The Langoliers) is een verhaal van de Amerikaanse schrijver Stephen King, dat in 1990 verscheen in de bundel Four Past Midnight (in de Nederlandse vertaling in "Tweeduister"). Het verhaal is tevens in 1995 verfilmd als miniserie, waarin Stephen King zelf een cameo had.

## Het verhaal
Op een nachtvlucht van Los Angeles naar Boston van American Pride vlucht 29 verdwijnen plotseling alle passagiers en piloten. Slechts een klein groepje passagiers, die allemaal op dat moment sliepen, blijft achter:
- Brian Engle, een piloot die als passagier wegens de dood van zijn ex-vrouw naar Boston moet;
- Nick Hopewell, een mysterieuze Engelsman;
- Dinah Bellman, een blind meisje van 12;
- Albert Kaussner, een joodse vioolspelende jongen van 17 die in zijn dagdromen een cowboy is ('The Arizona Jew');
- Bethany Simms, een meisje met een drugprobleem;
- Don Gaffney, een oudere maar lichamelijk sterke man;
- Laurel Stevenson, een lerares;
- Bob Jenkins, een schrijver van detectiveromans;
- Rudy Warwick, een zakenman die voortdurend trek in eten heeft;
- Een naamloze dronken vreemdeling die de hele reis ligt te slapen;
- Craig Toomey, een rogue trader die op het punt staat mentaal in te storten.

Behalve deze mensen blijkt iedereen, inclusief de piloten, verdwenen. Gelukkig is Brian zelf piloot, en hij weet het vliegtuig veilig aan de grond te zetten in Bangor, Maine. Deze bestemming kiest hij uit veiligheidsoverwegingen: er is in Bangor weinig luchtverkeer en de landingsbaan is langer. Dit tot groot ongenoegen van Craig Toomey, die eist naar Boston te worden gebracht en zich dermate hysterisch gedraagt dat Nick Hopewell hem met geweld tot kalmte dwingt.
Er blijkt echter wat vreemds aan de hand. Tijdens de reis brandden op de grond al geen lichten en reageerde niemand op Brians radio-oproepen. In Bangor blijkt iedereen te zijn verdwenen. De verbaasde reizigers dringen de uitgestorven terminal binnen.
Daar blijkt de elektriciteit niet te werken: alle lichten zijn uit. Eten heeft geen smaak, geuren zijn verdwenen, geluiden klinken gedempt, lucifers willen niet branden, koolzuurhoudende dranken schuimen niet meer en alles lijkt op een of andere manier flets, oud en onecht. Slechts dingen die uit het vliegtuig komen blijken nog normaal te smaken of ruiken. Verder verlopen de dagen en nachten abnormaal snel: rond 10 uur 's ochtends gaat de zon alweer onder na slechts een paar uur op te zijn geweest, en veertig minuten later wordt het weer licht.
Bob Jenkins concludeert dat de groep hoogstwaarschijnlijk per ongeluk door een tijdscheur is gevlogen en in het verleden terecht is gekomen. Het verleden betekent dus niet dat men Cleopatra zou kunnen ontmoeten. In plaats daarvan treft men een wereld aan die zijn doel heeft gediend en er oud, afgeleefd en voorbij bijligt.
Dinah hoort met haar door haar blindheid getrainde scherpe gehoor een geluid dat klinkt 'alsof iemand melk over rice crispies gooit' van buiten komen. Dit geluid zwelt langzaam aan tot iedereen het kan horen. Dinah waarschuwt dat het een eng geluid is, en dat ze snel weg moeten gaan voordat datgene dat het geluid produceert de luchthaven bereikt. Maar de tank van het vliegtuig is leeg, en als lucifers niet branden zal de brandstof in deze wereld hoogstwaarschijnlijk ook niet branden.
Voor Craig Toomey blijkt dit voldoende om geheel waanzinnig te worden. Hij is als kind bang gemaakt door zijn vader met verhalen over engelieren: griezelige wezentjes die luie mensen komen ophalen en opeten omdat ze niet 'meedoen met het grote geheel'. Dit dreef hem ertoe al zijn energie in werken te steken, wat beloond werd met goede cijfers en een droomcarrière. Maar het bevredigde Craig niet, want hij had het gevoel voortdurend te worden achtervolgd. Daarom had hij opzettelijk een zakelijke flater begaan, die de bank miljoenen had gekost. Op de vergadering waar hij naar op weg was zou dit zijn uitgekomen, en dan zou hij met zijn zakelijke val ook eindelijk verlost zijn van de druk. Maar het vliegtuig was niet in Boston maar in Bangor geland waardoor hij de vergadering waarschijnlijk zal missen. Het geluid in het oosten moet volgens hem afkomstig zijn van de naderende engelieren. Craig is dus blijkbaar toch op een of andere manier 'lui' geweest en 'achtergebleven'. De enige manier om aan de engelieren te ontsnappen is volgens Craig alsnog de vergadering bij te wonen.
Craig wil daarom koste wat kost naar zijn vergadering in Boston, en gijzelt daarvoor Bethany. Albert en Nick weten hem te overmeesteren en vast te binden, maar Craig ontsnapt tijdens de korte nacht en valt de groep nogmaals aan. Deze keer moet Dinah het ontgelden omdat hij denkt dat ze de engelieren oproept 'met haar blinde ogen'. Het kleine meisje wordt door hem met een slagersmes uit een keuken dodelijk verwond. Hij vermoordt tevens Don Gaffney, voordat Albert hem met een geïmproviseerd wapen onschadelijk weet te maken. Nick Hopewell overweegt de zwaargewonde Craig uit zijn lijden te verlossen maar wordt hiervan weerhouden doordat hij de zwaargewonde Dinah beloofd had hem niet te doden.
Inmiddels ontdekt Albert dat de dingen die uit het vliegtuig worden gehaald ook hun kleur, geur en smaak verliezen. Hij concludeert hieruit dat het tegengestelde ook mogelijk moet zijn, wat inderdaad klopt. Lucifers die van het vliegveld naar het vliegtuig worden gebracht willen weer branden, voedsel krijgt zijn smaak terug, en bier en Pepsi schuimen weer. Hieruit concludeert Albert dat het wel degelijk mogelijk moet zijn om op uit deze wereld bijgetankte brandstof te vliegen, men moet alleen even wachten tot de brandstof is 'aangepast'. Het heden blijkt nog in het vliegtuig te heersen, terwijl daarbuiten het verleden heerst.
Na snel te hebben bijgetankt maakt de groep zich op om te vertrekken. Brian laat het vliegtuig de omgekeerde weg volgen om de tijdscheur terug te vinden. Intussen wordt Craig Toomey door Dinah telepathisch gewekt. Ze overtuigt hem dat de zakenmannen de vergadering op de startbaan houden, en op hem wachten. Hoewel zwaargewond en hallucinerend, staat Craig op en volgt de spookverschijning van Dinah.
Op het moment dat de groep wil vertrekken arriveren de engelieren. De engelieren blijken een soort ballen te zijn met een bek vol scherpe tanden. Ze vreten alles op wat op hun weg ligt, en laten daarbij een pikzwart niets achter. Blijkbaar dienen zij de oude wereld uit het verleden op te eten zodat deze wordt opgeruimd en de tijd fatsoenlijk kan verdergaan. De groep heeft geen schijn van kans totdat de hallucinerende Craig het vliegveld op rent. De engelieren richten hierdoor hun aandacht op Craig zodat de groep kan ontsnappen. Eenmaal in de lucht overlijdt Dinah aan haar verwondingen. Van grote hoogte ziet de groep hoe de engelieren korte metten maken met Bangor en uiteindelijk de hele wereld. Ten slotte vliegt het vliegtuig over een zwart niets.
Het vliegtuig nadert de tijdscheur, waar Nick zich opoffert om het vliegtuig als enige wakende door de scheur te sturen terwijl de rest in slaap wordt gebracht door middel van het opzettelijk tijdelijk verlagen van de cabinedruk. Slechts slapende mensen zijn immers op de heenweg door de scheur gekomen: alle anderen waren volledig gedesintegreerd. De groep komt ongedeerd door de scheur en Brian zet het vliegtuig op LAX aan de grond.
Ook LAX blijkt volledig verlaten. Het is echter niet hetzelfde als in Bangor. Het eten smaakt zoals het hoort te smaken, geluiden klinken normaal, en in plaats van het geluid van de engelieren klinkt een aanzwellende toon. Het blijkt dat de groep in de toekomst is beland, een wereld die op het punt staat geboren te worden. Ineens gaan de lichten in de terminal branden en verschijnen spookachtige mensgestalten die steeds vaster vorm krijgen en uiteindelijk echte mensen worden. Het heden heeft ze ingehaald.